# Pitgam

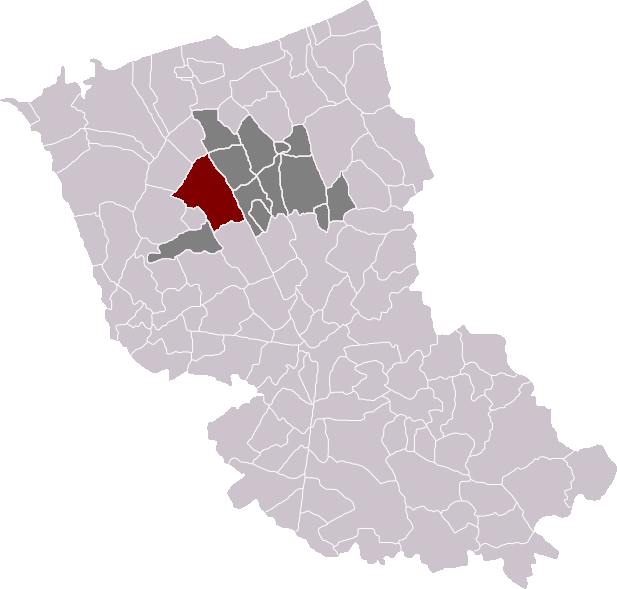
Localització de Pitgam

Pitgam  (en neerlandès Pitgam) és un municipi francès, situat a la regió dels Alts de França, al departament del Nord, que forma part de la Westhoek. L'any 2006 tenia 918 habitants. Limita al nord-oest amb Spycker i Brouckerque, al nord amb Armbouts-Cappel, al nord-est amb Steene, a l'oest amb Looberghe, a l'est amb Crochte, al sud-oest amb Drincham, al sud amb Eringhem i al sud-est amb Zegerscappel.

## Demografia
| 1962                                       | 1968 | 1975 | 1982 | 1990 | 1999 |
| ------------------------------------------ | ---- | ---- | ---- | ---- | ---- |
| 931                                        | 978  | 903  | 948  | 921  | 933  |
| Des de 1962: població sense dobles comptes |      |      |      |      |      |

## Administració
| Període   | Identitat        | Partit |
| --------- | ---------------- | ------ |
| 1995-2008 | Alain Codron     |        |
| 2008-     | Brigitte Decriem |        |